# Манукян, Максим Самвелович
Макси́м Манукя́н (арм. Մաքսիմ Սամվելի Մանուկյան; род. 10 декабря 1987, Мартуни, Армянская ССР) — армянский борец греко-римского стиля, чемпион мира, серебряный призёр Универсиады 2013 года, бронзовый призёр чемпионата мира среди военнослужащих, бронзовый призёр чемпионата мира по пляжной борьбе, участник Олимпийских игр 2016 года.

## Биография
Максим занимался борьбой с 1998 года, однако через некоторое время прекратил занятия, но после шестилетнего перерыва снова вернулся к тренировкам в 2010 году.
В 2011 году дебютировал на международном турнире в Тбилиси, но неудачно.
В 2013 году представлял Армянский государственный институт физической культуры на Универсиаде в Казани, где получил серебряную награду, уступив в финале действующему на тот момент олимпийскому чемпиону Алану Хугаеву из России.
В 2015 году на первых Европейских играх в Баку занял только пятое место, однако его бросок на этом турнире, выполненный против азербайджанского спортсмена, Объединённый мир борьбы признал «Лучшим приёмом года»..
В 2016 году через квалификационный турнир пробился на Олимпийские игры в Рио-де-Жанейро, однако в первом же круге со счетом 3-0 уступил венгерскому спортсмену Виктору Лёринцу и выбыл из турнира.
В 2017 году на чемпионате мира в Париже осуществил свою давнюю мечту, выиграв титул чемпиона мира. В полуфинале армянский борец за 1 минуту 55 секунд одержал победу над действующим чемпионом Европы Зурабом Датунашвили со счётом 7:0, а в финале со счётом 5:0 одержал победу над белорусом Радиком Кулиевым. За эту победу он получил приз «За значительный вклад в развитие и приверженность спорту». Манукян стал лауреатом конкурса «Айкян-2017». Приз борцу вручил президент Армении Серж Саргсян.

## Достижения
- Орден «За заслуги перед Отечеством» 2 степени (7 сентября 2017 года) — по случаю Дня Независимости Республики Армения, за значительный вклад в развитие физической культуры и спорта, а также за блестящую победу на чемпионате мира 2017 года[7].

### Выступления на Олимпиадах
| Турнир                | Сборная | Весовая категория              | Место |
| --------------------- | ------- | ------------------------------ | ----- |
| Олимпийские игры 2016 | Армения | греко-римская борьба, до 85 кг | 16    |

### Выступления на Чемпионатах мира
| Турнир                                | Сборная | Весовая категория              | Место  |
| ------------------------------------- | ------- | ------------------------------ | ------ |
| Чемпионат мира по пляжной борьбе 2011 | Армения | M80                            | Бронза |
| Чемпионат мира по борьбе 2013         | Армения | греко-римская борьба, до 84 кг | 8      |
| Чемпионат мира по борьбе 2015         | Армения | греко-римская борьба, до 85 кг | 23     |
| Чемпионат мира по борьбе 2017         | Армения | греко-римская борьба, до 80 кг | Золото |

### Выступления на Чемпионатах Европы
| Турнир                          | Сборная | Весовая категория              | Место |
| ------------------------------- | ------- | ------------------------------ | ----- |
| Чемпионат Европы по борьбе 2014 | Армения | греко-римская борьба, до 85 кг | 9     |
| Чемпионат Европы по борьбе 2016 | Армения | греко-римская борьба, до 85 кг | 10    |
| Чемпионат Европы по борьбе 2017 | Армения | греко-римская борьба, до 85 кг | 7     |
| Чемпионат Европы по борьбе 2018 | Армения | греко-римская борьба, до 82 кг | 1     |

### Выступления на Европейских играх
| Турнир                | Сборная | Весовая категория              | Место |
| --------------------- | ------- | ------------------------------ | ----- |
| Европейские игры 2015 | Армения | греко-римская борьба, до 85 кг | 5     |

### Выступления на Кубках мира
| Турнир                    | Сборная | Весовая категория              | Место |
| ------------------------- | ------- | ------------------------------ | ----- |
| Кубок мира по борьбе 2015 | Армения | греко-римская борьба, до 85 кг | 8     |

### Выступления на Универсиадах
| Турнир                  | Сборная | Весовая категория              | Место   |
| ----------------------- | ------- | ------------------------------ | ------- |
| Летняя Универсиада 2013 | Армения | греко-римская борьба, до 84 кг | Серебро |

### Выступления на других турнирах
| Турнир                                                          | Сборная | Весовая категория              | Место   |
| --------------------------------------------------------------- | ------- | ------------------------------ | ------- |
| Кубок Ядегара Имама 2011                                        | Армения | греко-римская борьба, до 74 кг | 20      |
| Турнир Г. Картозия и В. Балавадзе 2011                          | Армения | греко-римская борьба, до 74 кг | 14      |
| Кубок Ядегара Имама 2012                                        | Армения | греко-римская борьба, до 74 кг | 18      |
| Тор Мастерс 2013                                                | Армения | греко-римская борьба, до 84 кг | Бронза  |
| Trophee Milone 2013                                             | Армения | греко-римская борьба, до 84 кг | 7       |
| Турнир Дана Колова — Николая Петрова 2014                       | Армения | греко-римская борьба, до 85 кг | Бронза  |
| Trophee Milone 2014                                             | Армения | греко-римская борьба, до 85 кг | Серебро |
| Гран-при Германии по борьбе 2014                                | Армения | греко-римская борьба, до 85 кг | 16      |
| Чемпионат мира по борьбе среди военнослужащих 2014              | Армения | греко-римская борьба, до 85 кг | Бронза  |
| Турнир Дана Колова — Николая Петрова 2015                       | Армения | греко-римская борьба, до 85 кг | Серебро |
| Мемориал Болата Турлиханова 2015                                | Армения | греко-римская борьба, до 85 кг | Бронза  |
| Турнир Дана Колова — Николая Петрова 2016                       | Армения | греко-римская борьба, до 85 кг | Серебро |
| Олимпийский квалификационный турнир по борьбе 2016 (Зренянин)   | Армения | греко-римская борьба, до 85 кг | 9       |
| Олимпийский квалификационный турнир по борьбе 2016 (Улан-Батор) | Армения | греко-римская борьба, до 85 кг | Серебро |
| Trophee Milone 2016                                             | Армения | греко-римская борьба, до 85 кг | Серебро |
| Клубный Чемпионат мира по борьбе 2016                           | Армения | команда                        | Золото  |
| Гран-при Парижа по борьбе 2017                                  | Армения | греко-римская борьба, до 85 кг | Золото  |
| Киевский международный турнир по борьбе 2017                    | Армения | греко-римская борьба, до 85 кг | Бронза  |
| Турнир Г. Картозия и В. Балавадзе 2017                          | Армения | греко-римская борьба, до 80 кг | Серебро |
| Клубный Чемпионат мира по борьбе 2017                           | Армения | команда                        | Серебро |
| Киевский международный турнир по борьбе 2018                    | Армения | греко-римская борьба, до 87 кг | Бронза  |